# 松が枝
『松が枝』（まつがえ）は、平安時代に成立したと見られる日本の物語。現存する写本は無く、逸書となっている。
清少納言が『枕草子』の「物語は」の段（日本古典文学大系第212段）において『住吉物語』（現存する写本は鎌倉時代以降の改作と見られる）や『うつほ物語』と共に本作の名を挙げていることから存在が知られている。但し、この段で挙げられている『住吉』『うつほ』以外の物語は全て逸書となっており『松が枝』も同様である。また、他の逸書の中には鎌倉時代に書かれた文芸評論書『無名草子』や物語の中で詠まれた和歌を採録した歌集『風葉和歌集』から部分的に筋書きや登場人物を知ることが可能なものも存在するが、本作は『無名草子』や『風葉和歌集』にも取り上げられていないことから、作者や筋書きなどは完全に不詳である。